# Columbellidae
Famille
Les Columbellidae sont une famille de mollusques gastéropodes de l'ordre des Neogastropoda.
La famille des Columbellidae a été créée par William Swainson (1789-1855) en 1840.

## Liste des genres
Selon World Register of Marine Species (23 octobre 2014) :
- genre Aesopus  Gould, 1860
- genre Alcira H. Adams, 1861
- genre Alia  H. Adams & A. Adams, 1853
- genre Amphissa  H. Adams & A. Adams, 1853
- genre Anachis H. Adams & A. Adams, 1853
- genre Antimitrella Powell, 1937
- genre Antizafra Finlay, 1926
- genre Aoteatilia Powell, 1939
- genre Ascalista Drivas & Jay, 1990
- genre Astyris H. Adams & A. Adams, 1853
- genre Bifurcium P. Fischer, 1884
- genre Cilara Thiele, 1924
- genre Clathranachis Kuroda & Habe, 1954
- genre Clavistrombina Jung, 1989
- genre Columbella Lamarck, 1799
- genre Columbellopsis Bucquoy, Dautzenberg & Dollfus, 1882
- genre Conella Swainson, 1840
- genre Cosmioconcha Dall, 1913
- genre Costoanachis Sacco, 1890
- genre Cotonopsis Olsson, 1942
- genre Decipifus Olsson & McGinty, 1958
- genre Euplica Dall, 1889
- genre Eurypyrene Woodring, 1928
- genre Euspiralta K. Monsecour & Pelorce, 2013
- genre Exomilopsis Powell, 1964
- genre Gatliffena Iredale, 1929
- genre Glyptanachis Pilsbry & Lowe, 1932
- genre Graphicomassa Iredale, 1929
- genre Indomitrella Oostingh, 1940
- genre Lavesopus Iredale, 1929
- genre Liratilia Finlay, 1926
- genre Macrozafra Finlay, 1926
- genre Mazatlania Dall, 1900
- genre Metanachis Thiele, 1924
- genre Metulella Gabb, 1873
- genre Microcithara P. Fischer, 1884
- genre Minipyrene Coomans, 1967
- genre Mitrella Risso, 1826
- genre Mokumea Habe, 1991
- genre Nassarina Dall, 1889
- genre Nitidella Swainson, 1840
- genre Nodochila Rehder, 1980
- genre Parametaria Dall, 1916
- genre Pardalinops De Maintenon, 2008
- genre Parvanachis Radwin, 1968
- genre Parviterebra Pilsbry, 1904
- genre Paxula Finlay, 1926
- genre Pictocolumbella Habe, 1945
- genre Pleurifera Drivas & Jay, 1997
- genre Psarostola Rehder, 1943
- genre Pseudamycla Pace, 1902
- genre Pseudanachis Thiele, 1924
- genre Pyrene  Roding, 1798
- genre Pyreneola Iredale, 1918
- genre Retizafra Hedley, 1913
- genre Rhombinella Radwin, 1968
- genre Ruthia Shasky, 1970
- genre Salitra Marincovich, 1973
- genre Seminella Pease, 1868
- genre Sincola Olsson & Harbison, 1953
- genre Steironepion Pilsbry & Lowe, 1932
- genre Strombina Mörch, 1852
- genre Sulcomitrella Kuroda, Habe & Oyama, 1971
- genre Suturoglypta Radwin, 1968
- genre Zafra  A. Adams, 1860
- genre Zafrona Iredale, 1916
- genre Zella Iredale, 1924
- genre Zemitrella Finlay, 1926
- genre Zetekia Dall, 1918

## Galerie

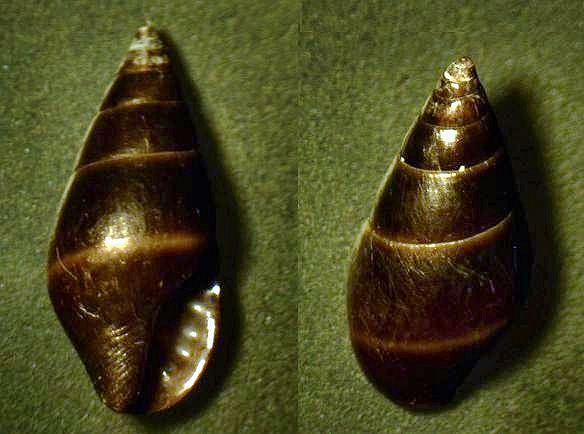
Alia unifasciata
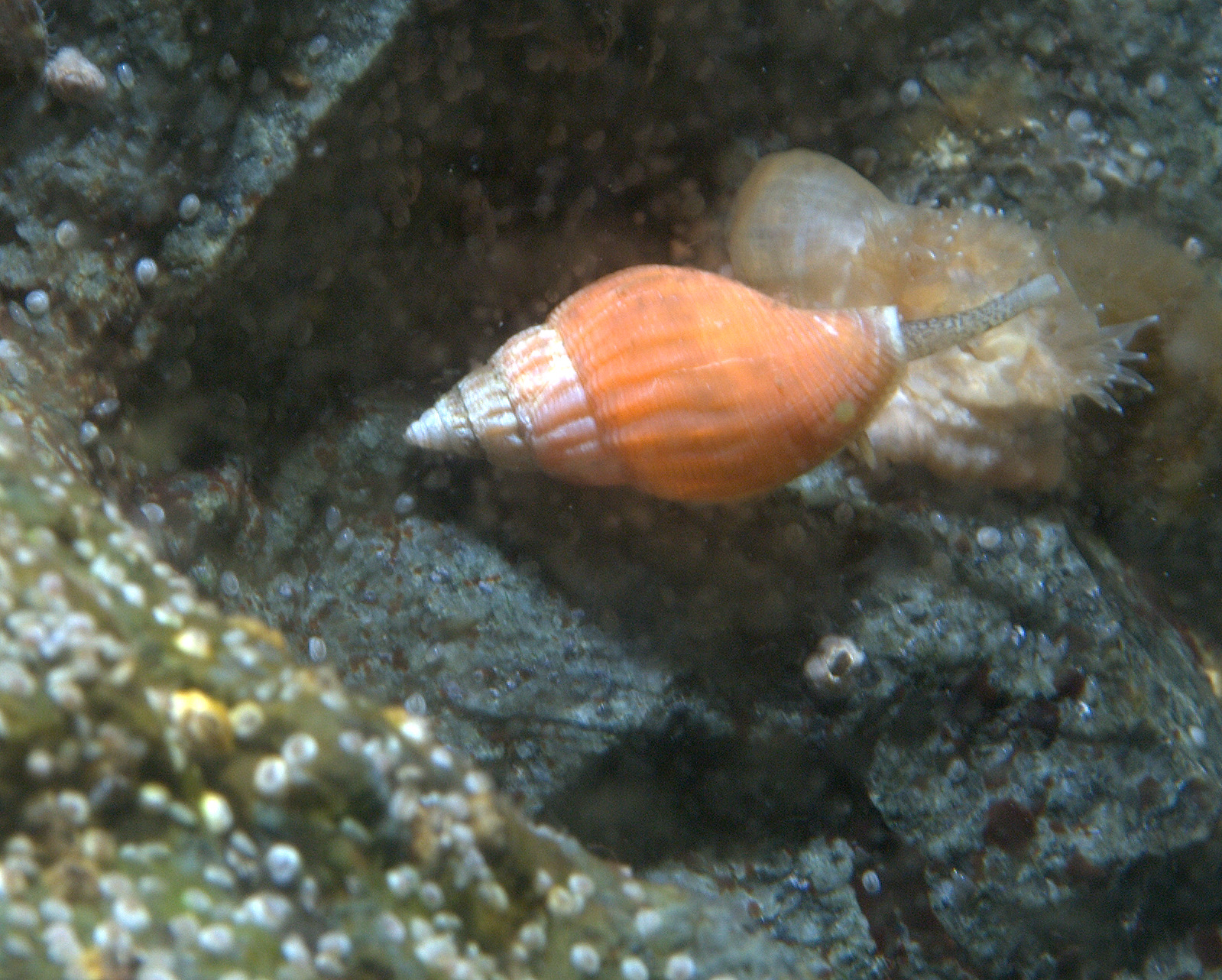
Amphissa columbiana
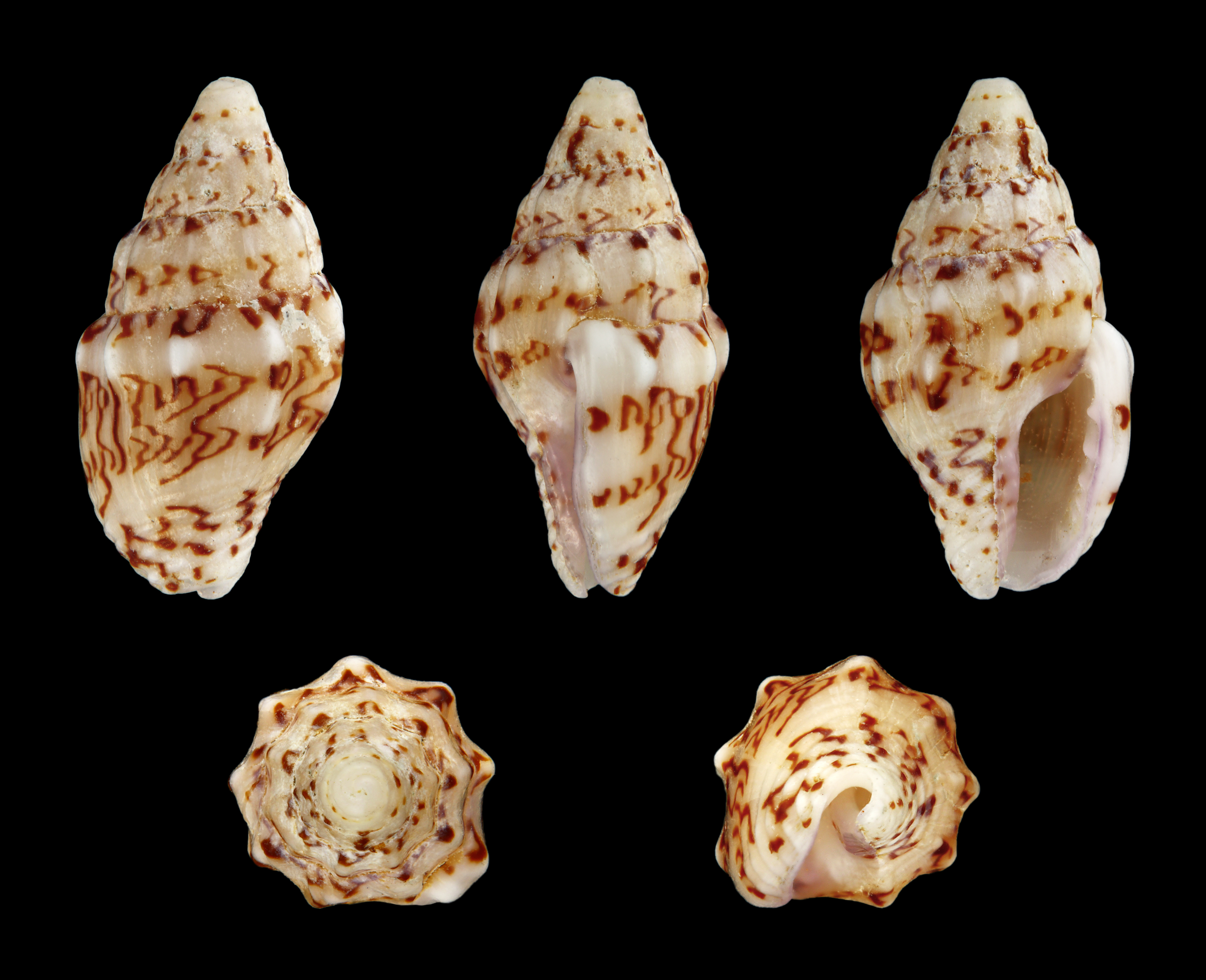
Anachis terpsichore
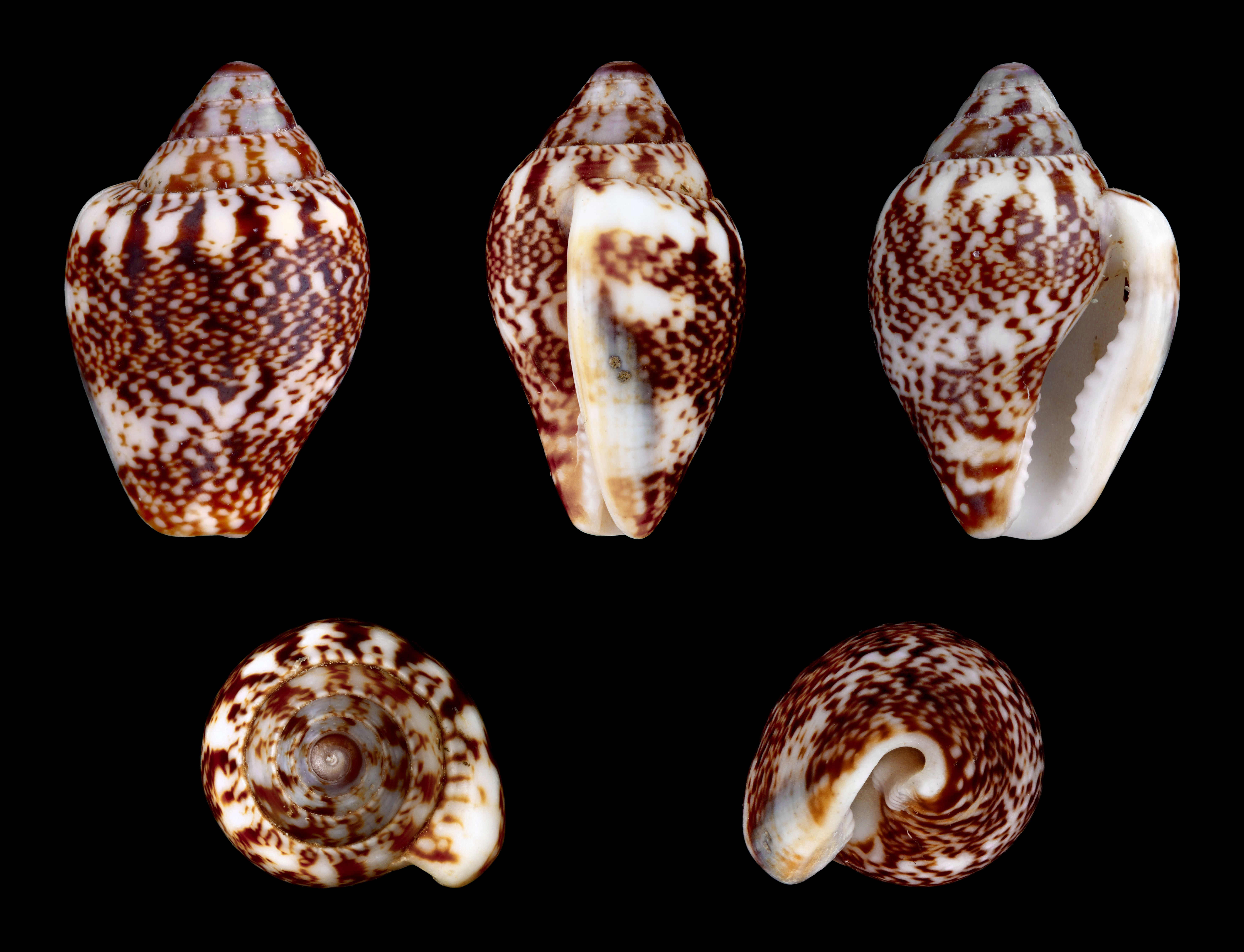
Columbella rustica
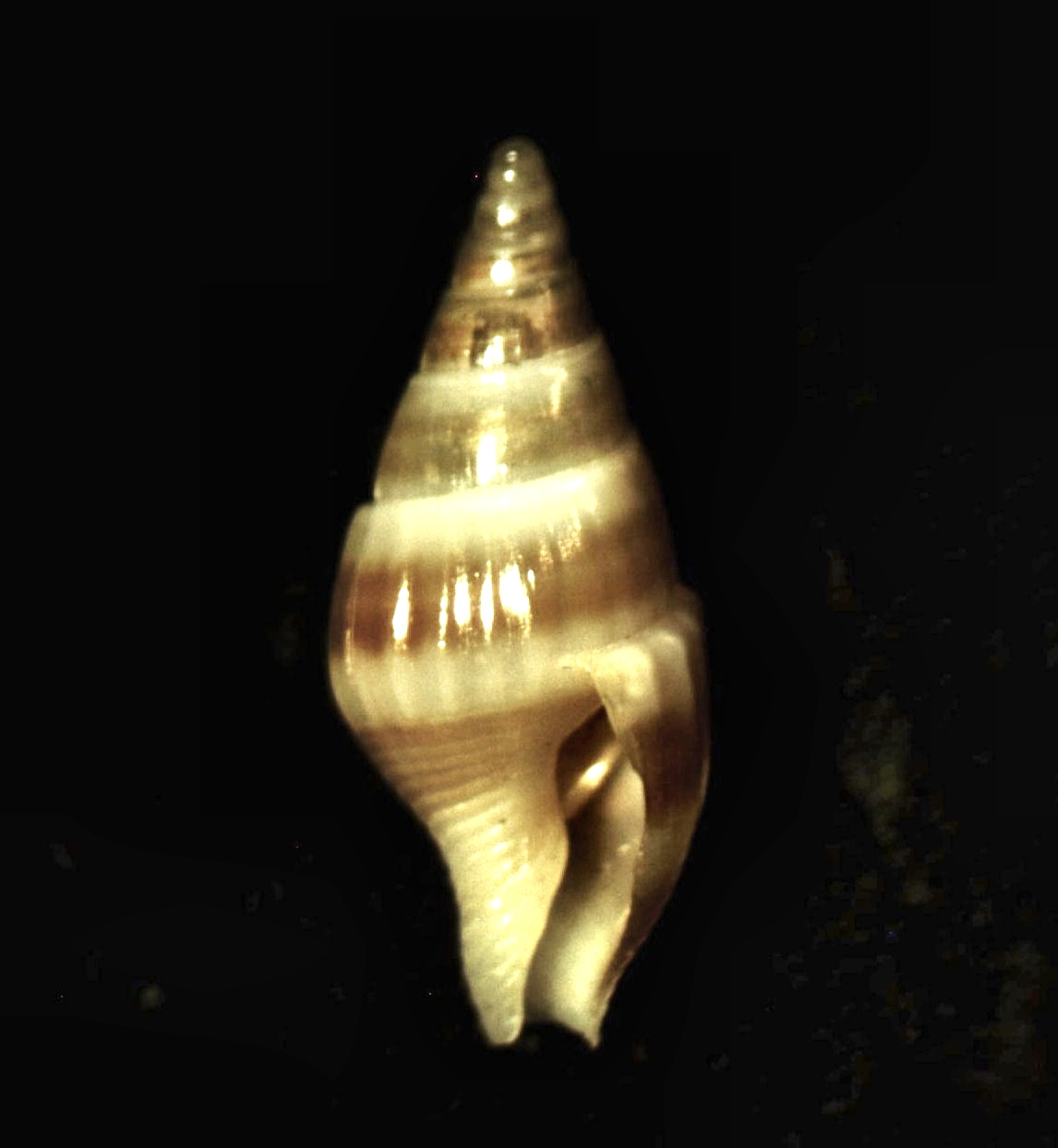
Cosmioconcha helenae
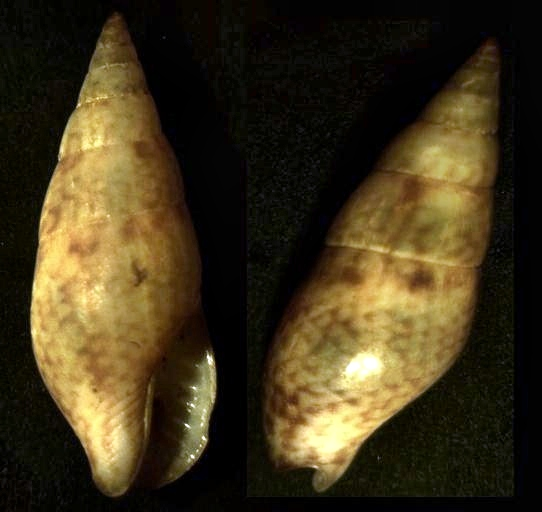
Costoanachis sertularium
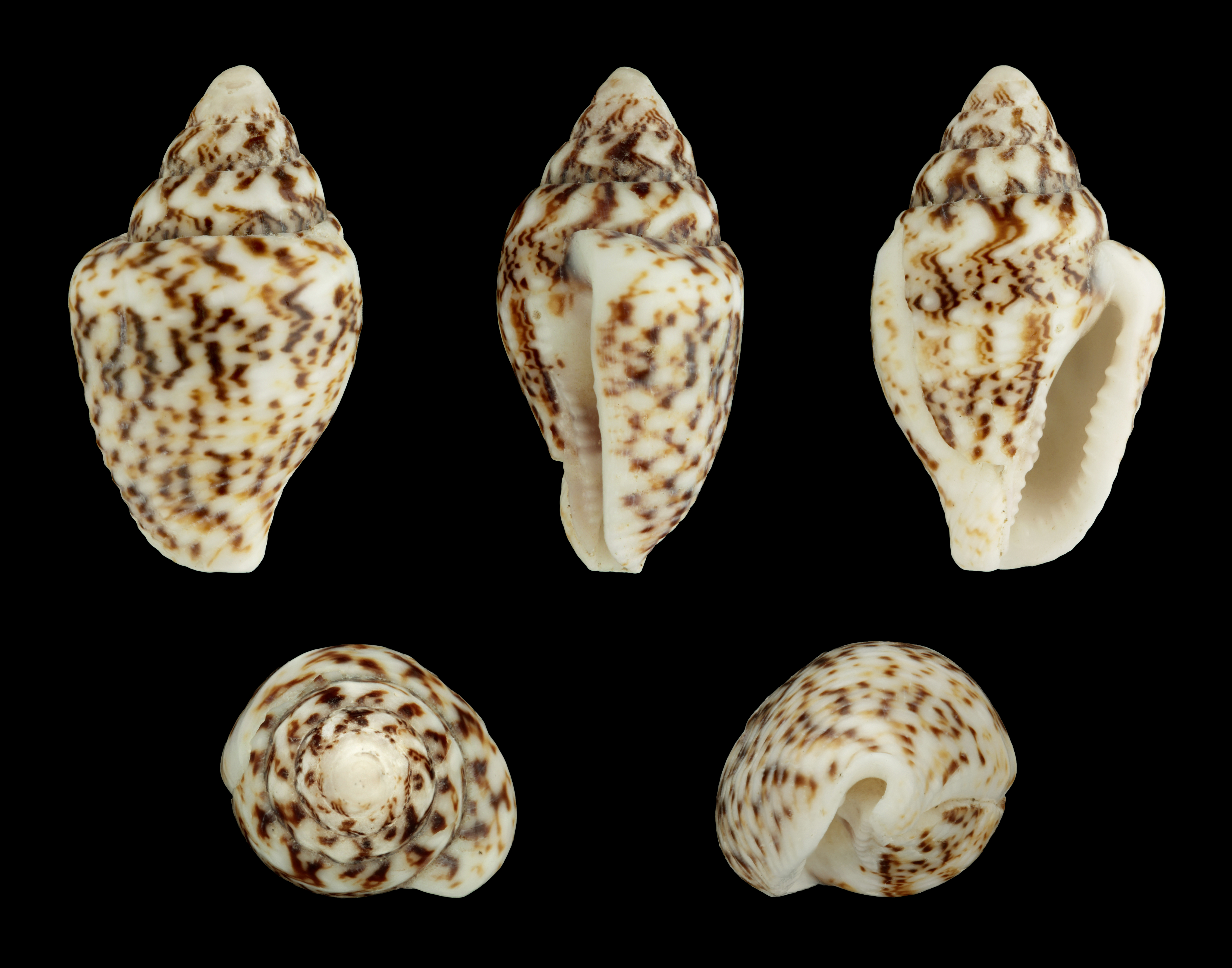
Euplica scripta
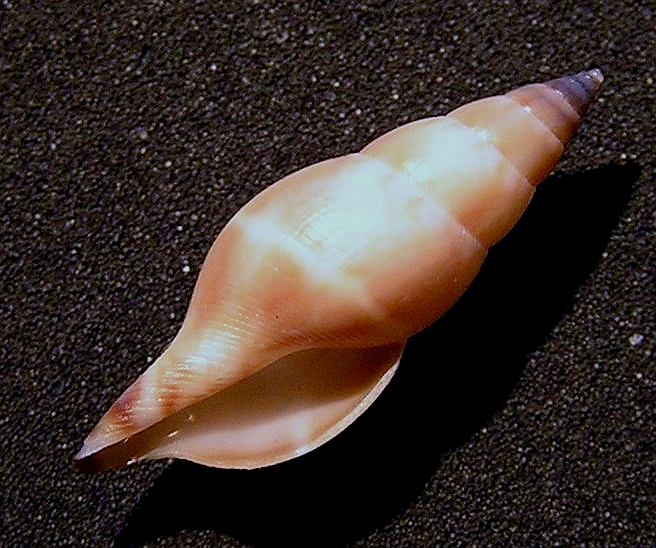
Indomitrella conspersa
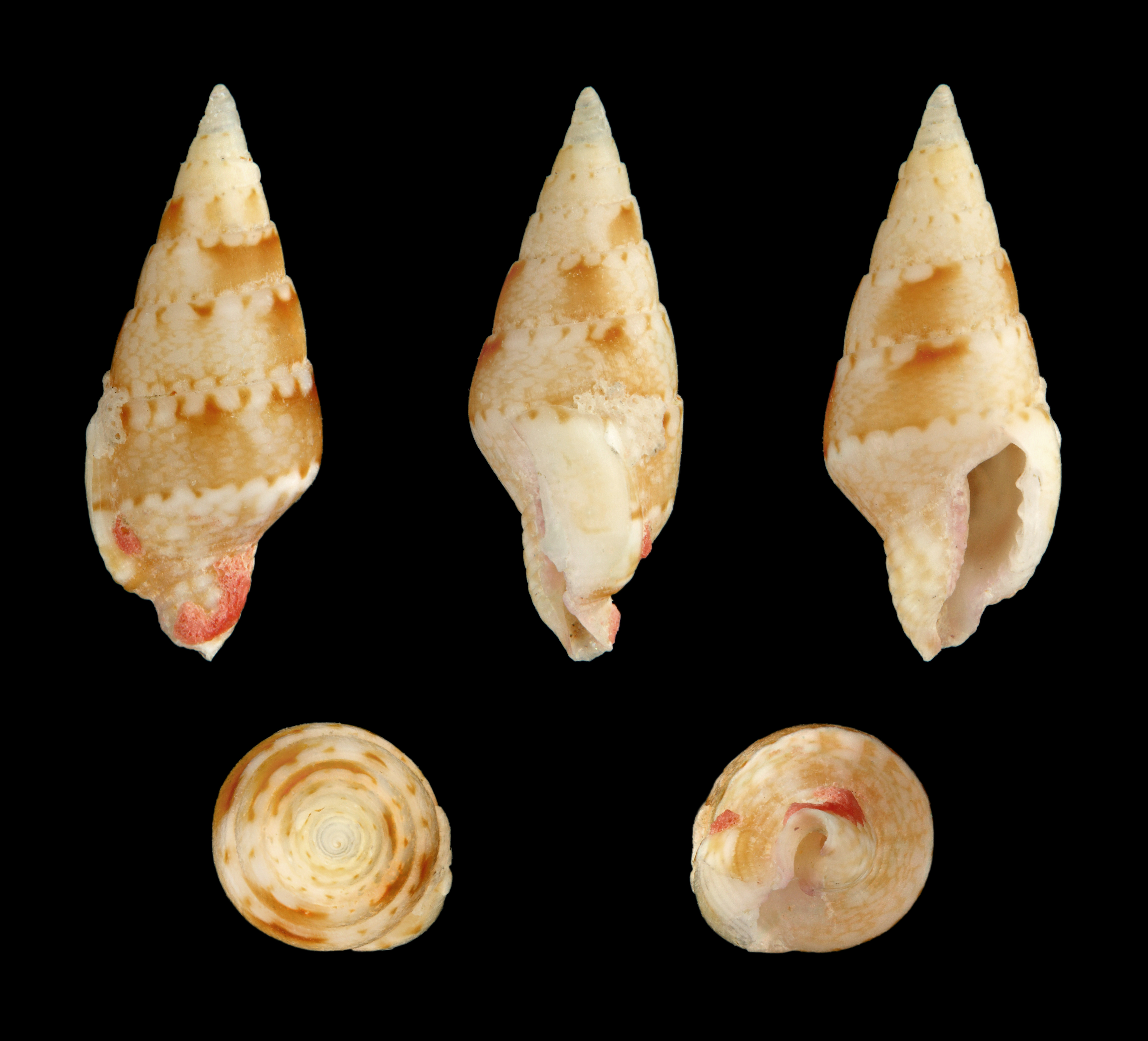
Mitrella bella
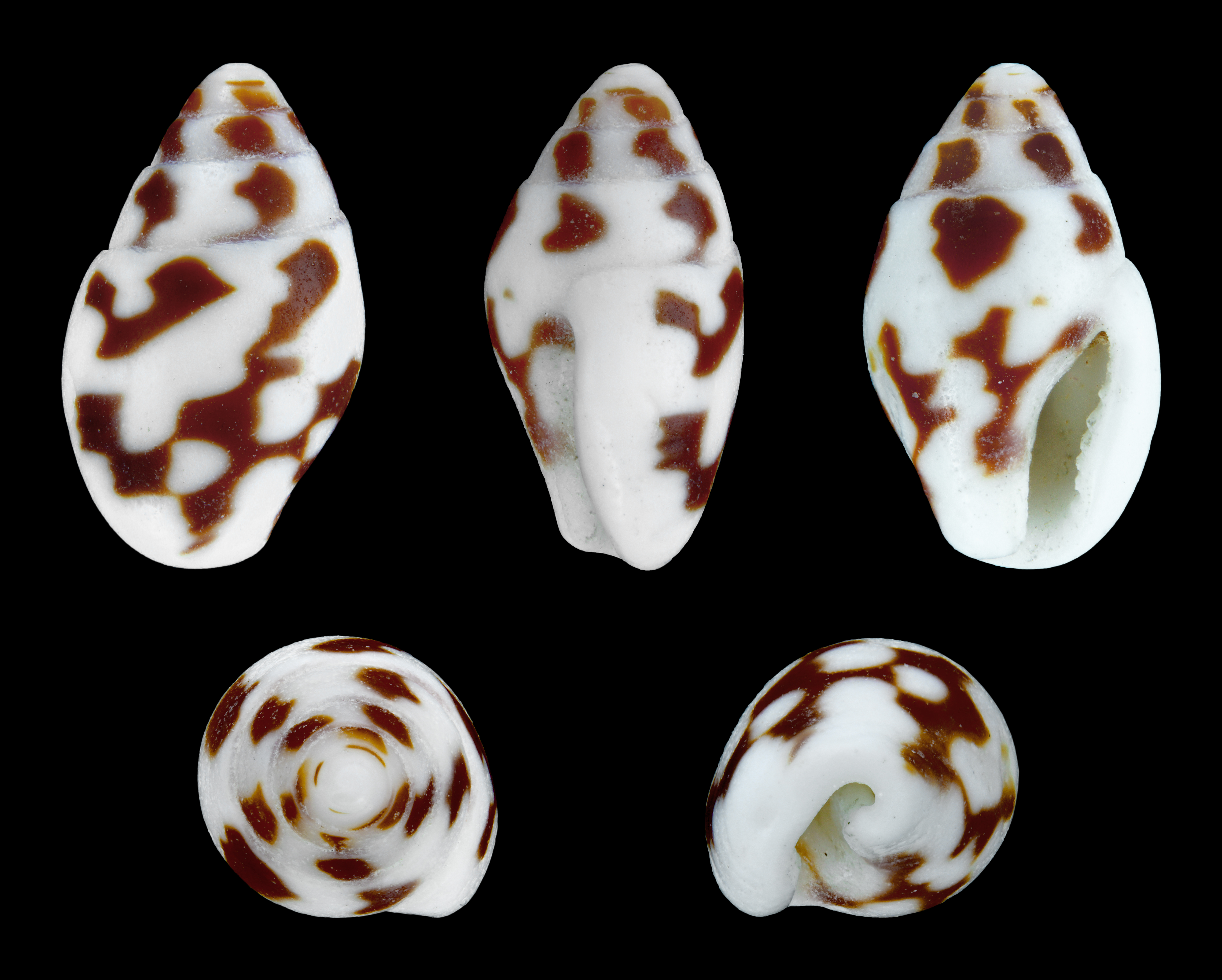
Pardalinops testudinaria
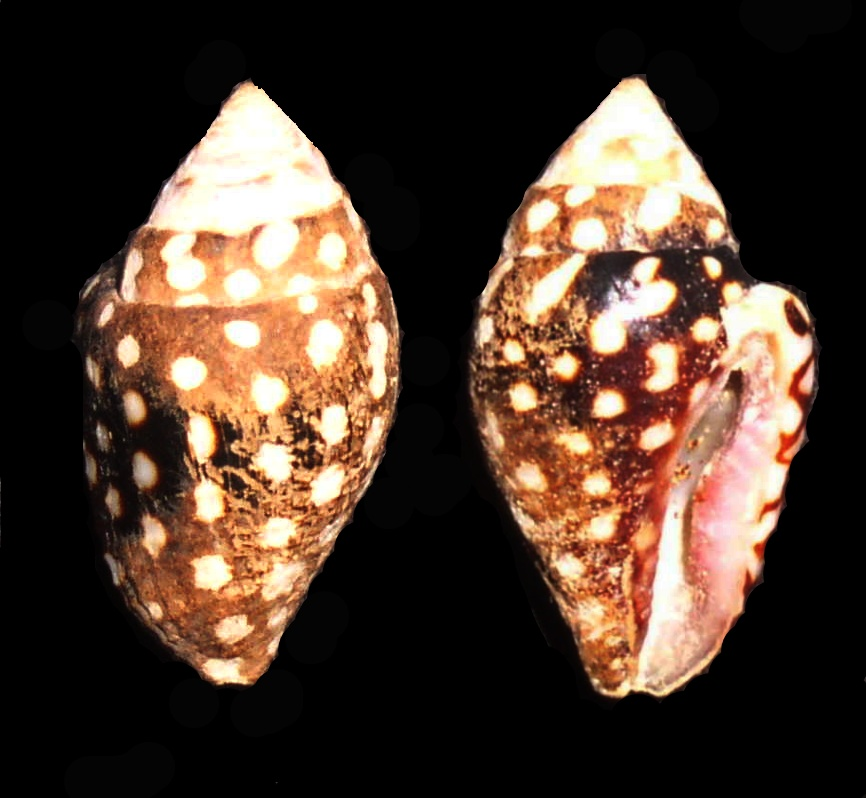
Pictocolumbella ocellata
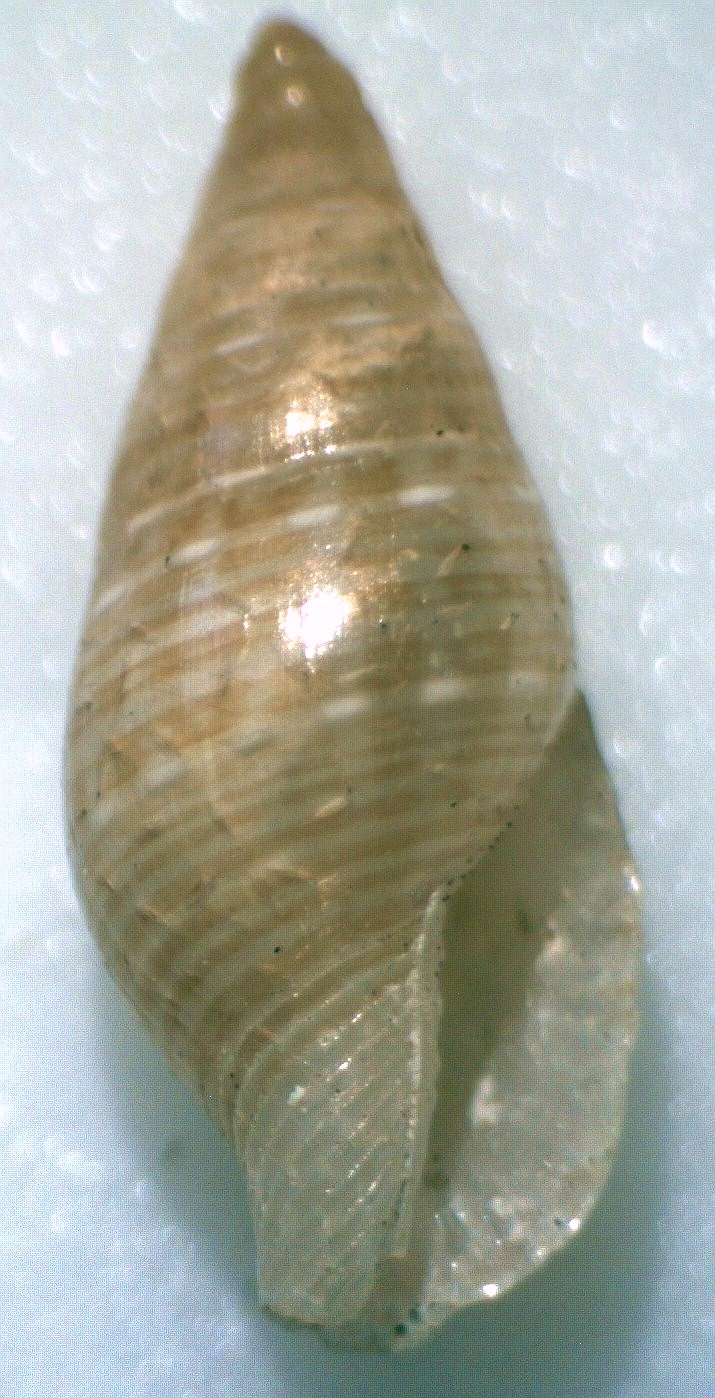
Pseudamycla formosa
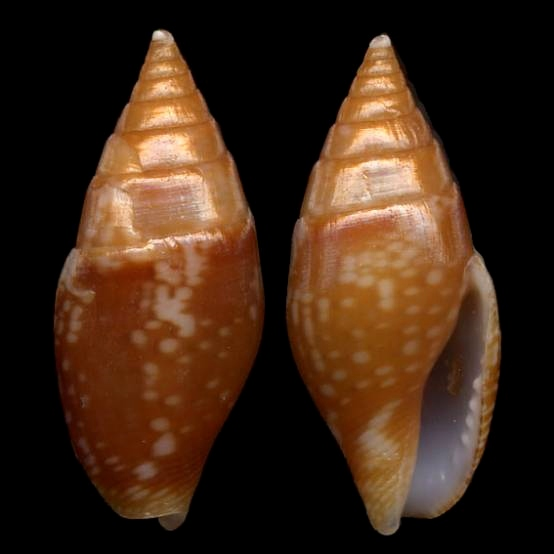
Pyrene marmorata
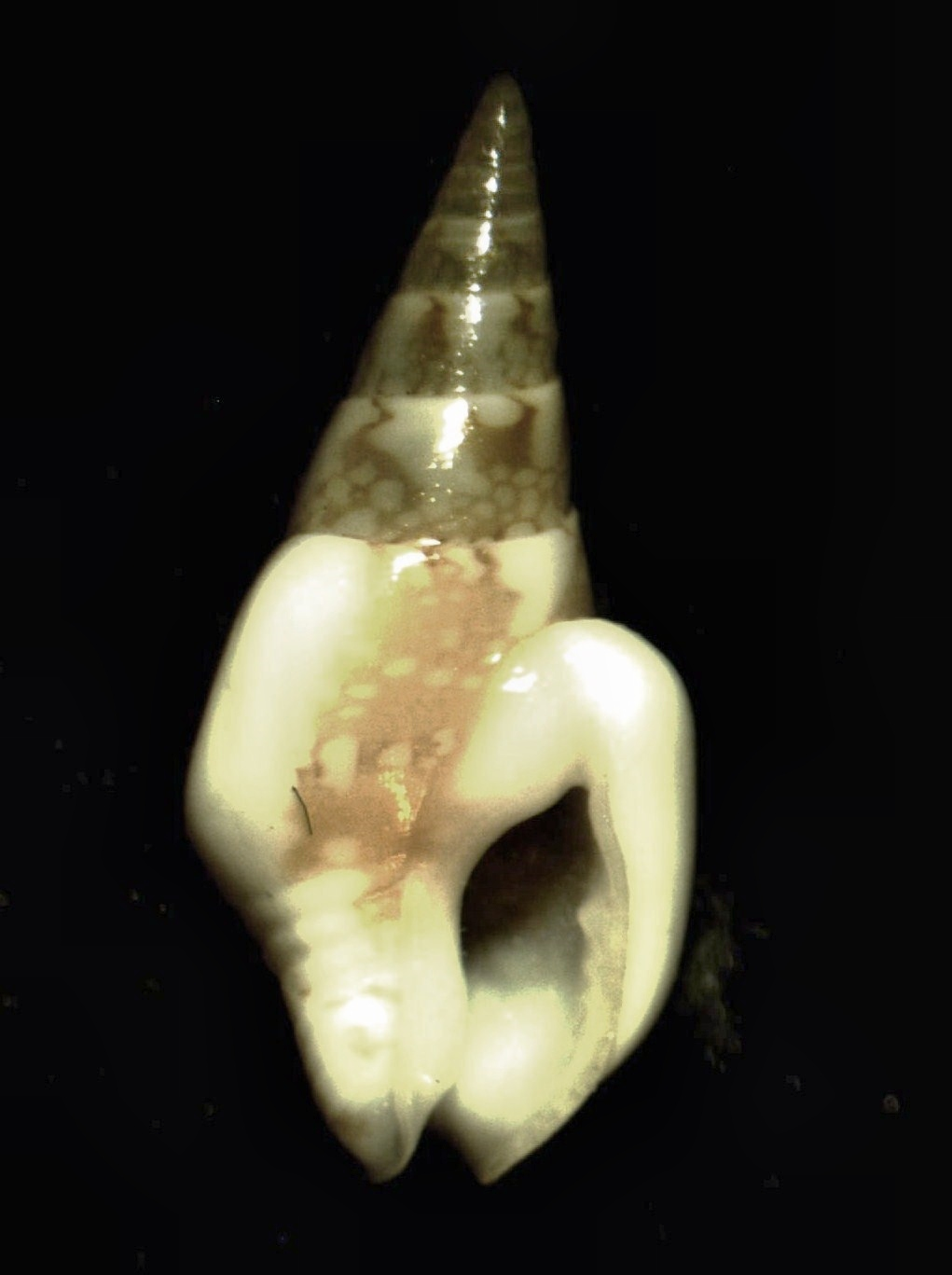
Strombina gibberula
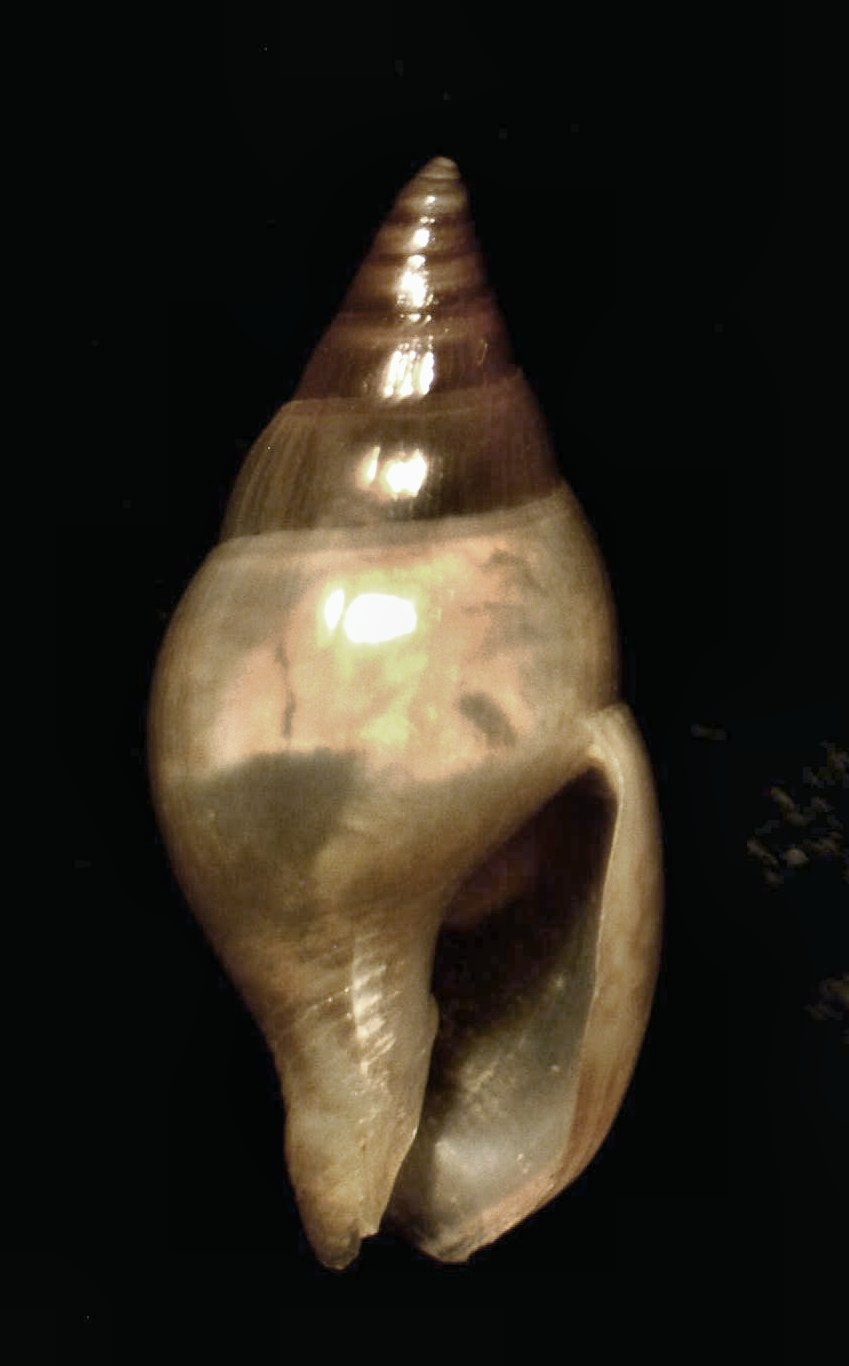
Zafrona idalina